# Khan (serie televisiva)
Khan (Khan o Khan!) è una serie televisiva statunitense in 7 episodi di cui 4 trasmessi per la prima volta nel corso di una sola stagione nel 1975.

## Trama
Khan è un investigatore privato di origini cinesi operante nella Chinatown di San Francisco che affronta diversi casi con l'aiuto della figlia Anna laureanda in criminologia e del figlio Kim, anch'egli studente.

## Personaggi e interpreti
- Khan (4 episodi, 1975), interpretato da Khigh Dhiegh.
- Kim Khan (4 episodi, 1975), interpretato da Evan C. Kim.
- Anna Khan (4 episodi, 1975), interpretata da Irene Yah-Ling Sun.
- Tenente Gubbins (4 episodi, 1975), interpretato da Vic Tayback.

## Produzione
La serie, ideata da Cliff Gould, fu prodotta da Columbia Broadcasting System Le musiche furono composte da Bruce Broughton e Morton Stevens.

### Registi
Tra i registi sono accreditati:
- Bill Derwin
- Ivan Dixon
- Daniel Haller
- John Peyser
- Robert Scheerer

### Sceneggiatori
Tra gli sceneggiatori sono accreditati:
- Tim Maschler in un episodio (1975)
- Michael Fisher
- Laurence Heath
- Edward J. Lakso
- Michael Michaelian
- Katharyn Powers

## Distribuzione
La serie fu trasmessa negli Stati Uniti dal 7 febbraio 1975 al 28 febbraio 1975  sulla rete televisiva CBS. In Italia è stata trasmessa con il titolo Khan.

## Episodi
| Stagione       | Episodi | Prima TV USA |
| -------------- | ------- | ------------ |
| Prima stagione | 7       | 1975         |